# Sigrid Svendsdatter
Sigrid Svendsdatter, furstinna av obotriterna, var utomäktenskaplig dotter till kung Sven Estridsson av Danmark och gift med obodriternas furste Utos son Godskalk.
Hennes man lyckades med hennes fars hjälp etablera sitt välde över alla obotriter och grannstammar, men blev impopulär genom sitt försök att införa kristendomen mot befolkningens vilja. 
Maken avsattes och mördades 7 juni 1066, och Sigrid tillfångatogs tillsammans med sina tärnor i Mecklenburg. Enligt legenden blev hon piskad och jagad naken från landet. Hennes vidare öden är inte kända. 
Hennes son Henrik lyckades sedan återvinna faderns tron.